# 파오리
파오리는 1세대에 등장한 포켓몬이다.

## 애니메이션에서의 파오리
《포켓몬스터 W》20화에 고우의 공을 치며 고우가 잡는데 2번 실패하지만, 결국 3번째에 잡는다.
《포켓몬스터 W》27화에서 지우가 갸라르 파오리를 잡는다. 53화에 사천왕 간피의 특훈을 받아서 판별을 익히고, 이후 60화에서 51화에서 진 린토의 엘레이드의 급소를 3번 맞추어 창파나이트로 진화하고, 103화에 어래곤의 도움으로 스타어설트를 배워서 104화에 사천왕 드라세나의 메가파비코리를 쓰러트린다.

## 가라르 파오리
가라르 파오리는 파오리의 가라르지방 리전 폼이다.

### 설명
가라르에 사는 파오리의 모습. 굵고 튼튼한 파를 휘두르며 용감하게 싸우는 전사다.

## 창파나이트
창파나이트는 가라르 파오리의 진화형으로 8세대에 새로 진화를 얻은 포켓몬이다.

### 설명
많은 싸움에서 살아남은 자만이 이 모습으로 진화한다. 파가 시들면 전장을 떠난다. 단단한 파잎으로 공격을 받아넘기고 날카로운 줄기로 반격한다. 파는 무기인 동시에 식재료다.